# Armeni mitjà
L'armeni mitjà (armeni: միջին հայերեն o կիլիկյան հայերեն), també anomenat armeni de la Cilícia, tot i que l'últim terme pot confondre's amb dialectes moderns, correspon al segon període de l'armeni escrit i és la llengua emprada en molts llibres publicats entre els segles xii i xviii. Ve després del grabar (armeni antic) i abans del ashkharhabar (armeni modern).
El grabar era predominantment una llengua sintètica, mentre que l'armeni mitjà, durant el període d'influència ashkhrabar, va rebre influència aglutinatives i analítiques. Referent a això, l'armeni mitjà és una etapa de transició des de l'armeni antic a l'armeni modern o ashkharhabar. Tot i que l'armeni modern es va començar a formar sota condicions de fortes diferències dialectals, el declivi de les tradicions de la literatura i manuscrits antics el va propicar. L'armeni mitjà es destaca per ser la primera forma escrita de l'armeni que mostra qualitats sonores de tipus occidental, i per introduir les lletresօ i ֆ.